# 新野郡
新野郡（しんや-ぐん）は、中国にかつて存在した郡。西晋から隋初にかけて、現在の河南省南部および湖北省襄陽市にまたがる地域に設置された。

## 概要
西晋の恵帝のとき、南陽郡を分割して新野郡が立てられた。新野郡は荊州に属し、郡治は新野県に置かれた。
449年（南朝宋の元嘉26年）、新野郡は雍州に転属した。宋の新野郡は新野・山都・池陽・穣・交木の5県を管轄した。
南朝斉のとき、新野郡は新野・山都・池陽・穣・交木・恵懐の6県を管轄した。
北魏のとき、新野郡は荊州に属し、穣・新野・池陽の3県を管轄した。
579年（大象元年）、北周により、荊州新野郡が滕国とされた。後に再び新野郡が置かれた。
583年（開皇3年）、隋が郡制を廃すると、新野郡は廃止されて、鄧州に編入された。